# Carl Hamilton (diplomat)
Carl Fredrik Hugo Hamilton af Hageby, född 9 februari 1890 i Bo församling, Örebro län, död 8 juni 1977 i Bo församling, Örebro län, var en svensk friherre, kabinettssekreterare, diplomat och landshövding.

## Biografi
Sedan han avlagt juris kandidatexamen vid Stockholms högskola 1910, blev Carl Hamilton attaché vid Utrikesdepartementet 1911. Samma år deltog han i den svenska beskickningen i London, året därefter i Paris. År 1914 blev han 2:e legationssekreterare, 1919 1:e legationssekreterare, 1921 legationsråd och 1923 envoyé och chef för politiska och handelspolitiska avdelningen i Utrikesdepartementet. Mellan 1925 och 1931 var Hamilton svenskt sändebud i Helsingfors och utnämndes 1931 till kabinettssekreterare.
Carl Hamilton blev envoyé i Köpenhamn 1934, och var där under den tyska invasionen den 9 april 1940. År 1941 utsågs han till landshövding i Östergötland, vilket han förblev till 1956, då han utsågs till ordförande i Riddarhusdirektionen. Han ansågs vara en av sin samtids främsta diplomater. Han var rättsriddare och kommendator från 1961 för Johanniterorden i Sverige. Han var praktiserande kristen i Svenska kyrkan och en ledande gestalt vid de så kallade Vadstenamötena och i Birgittastiftelsen i Vadstena. Hamilton tillhörde grundarna av Svenska nationalkommittén för genealogi och heraldik 1971.
Hamilton var son till godsägaren, friherre Hugo Hamilton af Hageby och friherrinnan Ebba von Essen. Han gifte sig 1918 med grevinnan Märta De la Gardie. De fick barnen Fredrik-Adolf, Gustaf, Margareta och Carl-Diedric.

## Utmärkelser

### Svenska utmärkelser
- Konung Gustaf V:s jubileumsminnestecken med anledning av 90-årsdagen, 1948.[8]
- Konung Gustaf V:s jubileumsminnestecken med anledning av 70-årsdagen, 1928.[9]
- Kommendör med stora korset av Nordstjärneorden, 22 november 1935.[10]
- Kommendör av första klassen av Nordstjärneorden, 16 juni 1928.[11]
- Riddare av Nordstjärneorden, 1922.[12]
- Riddare av första klassen av Vasaorden, 1921.[13]

### Utländska utmärkelser
- Storkorset av Belgiska Leopold II:s orden, tidigast 1931 och senast 1935.[9][14][15]
- Storkorset av Danska Dannebrogorden, tidigast 1935 och senast 1940.[14][15]
- Kommendör av andra graden av Danska Dannebrogorden, tidigast 1915 och senast 1918.[16][17]
- Storkorset av Finlands Vita Ros’ orden, tidigast 1928 och senast 1930.[18][19]
- Kommendör av andra klassen av Finlands Vita Ros’ orden, tidigast 1918 och senast 1921.[17][20]
- Riddare av storkorset av Nederländska Oranien-Nassauorden, tidigast 1945 och senast 1947.[21][22]
- Kommendör av Nederländska Oranien-Nassauorden, tidigast 1921 och senast 1925.[20][23]
- Storkorset av Norska Sankt Olavs orden, tidigast 1947 och senast 1950.[22]
- Kommendör av andra klassen av Norska Sankt Olavs orden, tidigast 1921 och senast 1925.[20][23]
- Riddare av första klassen av Norska Sankt Olavs orden, tidigast 1918 och senast 1921.[17][20]
- Storkorset av Österrikiska Hederstecknet, tidigast 1931 och senast 1935.[9][14]
- Storofficer av Italienska kronorden, tidigast 1921 och senast 1925.[20][23]
- Tredje klassen av Finska Frihetskorsets orden, tidigast 1940 och senast 1942.[15][24]